# Sotterbach
Sotterbach ist ein Ort von 106 Ortschaften der Gemeinde Reichshof im Oberbergischen Kreis im nordrhein-westfälischen Regierungsbezirk Köln in Deutschland.

## Lage und Beschreibung
Der Ort liegt westlich der Wiehltalsperre, die nächstgelegenen Zentren sind Gummersbach (15 km nordwestlich), Köln (64 km westlich) und Siegen (39 km südöstlich).

## Geschichte

### Erstnennung
1341 wurde der Ort das erste Mal urkundlich erwähnt: „In einer Urkunde über einen Ehevertrag wird Olfiz von Sottinberch als Vater von des Ludwig von Bervirstein genannt.“ 
Die Schreibweise der Erstnennung war Sottinberch.
| Bevölkerungsentwicklung | Bevölkerungsentwicklung |
| Jahr                    | Einwohner               |
| ----------------------- | ----------------------- |
| 1946                    | 110                     |
| 1991                    | 119                     |
| 2005                    | 118                     |
| 2006                    | 121                     |
| 2008                    | 108                     |
| 2017                    | 108                     |
| 2018                    | 110                     |
| 2019                    | 102                     |

## Kultur und Sehenswürdigkeiten

### Vereinswesen
- Dorfgemeinschaft Sotterbach